# 타하 아크귈
타하 아크귈(튀르키예어: Taha Akgül, 1990년 11월 22일~)은 튀르키예의 레슬링 선수이다. 2016년 하계 올림픽 남자 자유형 슈퍼헤비급에서 금메달을 획득했으며 2020년 하계 올림픽 남자 자유형 슈퍼헤비급에서 동메달을 획득했다. 또한 세계 레슬링 선수권 대회에서 3회 우승(2014, 2015, 2022),  유럽 레슬링 선수권 대회에서 11회 우승(2012-2015, 2017-2019, 2021-2024)을 달성했다.

## 같이 보기
- 르자 카야알프